# Ford Taunus P1
La Ford Taunus P1 est une petite voiture familiale qui a été produite par Ford Allemagne de 1952 à 1962. Elle a été commercialisée sous le nom de Ford Taunus 12M et, entre 1955 et 1959, sous le nom de Ford Taunus 15M avec un plus gros moteur. La société a produit une succession de modèles Ford Taunus 12M jusqu'en 1970, car le nom était appliqué à une succession de voitures de taille similaire, mais les premiers modèles de Taunus 12M, basés sur la Taunus Project 1 (P1) de la société, ne sont restés en production que jusqu'en 1962. Cette année-là, la gamme Taunus P1 a été remplacée par la gamme Ford Taunus P4.
Lors de son lancement, la voiture a placé Ford en tête du peloton, étant inhabituellement moderne en termes des morceaux qu'elle montrait. C'était l'une des premières voitures neuves à apparaître en Allemagne depuis la guerre, et comportait une carrosserie «tricorps» radicale de format ponton, comme celle lancée (au moins en Allemagne) par la Borgward de 1949. Le format de la carrosserie tricorps deviendra bientôt courant, mais lorsque la Ford Taunus 12M est apparue en 1952, les fabricants concurrents, notamment Opel, Volkswagen et Auto Union, étaient toujours en concurrence avec des modèles étroitement basés sur des conceptions originaires des années 1930.

## Taunus Globe / "Weltkugeltaunus" (1952-1959)

### Développement
La planification de la nouvelle voiture de tourisme à carrosserie ponton de Ford Allemagne a commencé en 1949. Plusieurs aspects du développement de la voiture reflétaient les avantages et les inconvénients de gérer une entreprise avec des décisions de gestion nécessairement réparties entre deux continents à un moment où même les appels téléphoniques internationaux devaient être pré-réservés.
Le plan original pour le design étonnamment moderne est venu de Ford États-Unis qui a rédigé une proposition basée sur le modèle Champion au format ponton introduit sur le marché automobile américain quelques années plus tôt par Studebaker. Le design de Studebaker s'était déjà révélé très influent sur les programmes nationaux des grands constructeurs automobiles américains. Les ingénieurs de production basés à Cologne ont adapté la proposition américaine pour le marché allemand. La Studebaker comportait une grande cocarde directement au-dessus de la calandre avant sur laquelle était affichée l'hélice d'un avion. La Ford Project 1 comportait également une cocarde proéminente à l'avant de la voiture, mais à la place de la conception de l'hélice de Studebaker, la cocarde de Ford présentait une représentation hémisphérique d'un demi-globe. Cette décoration audacieuse et inhabituelle conduisit la nouvelle voiture à être connue sous le nom de « Weltkugeltaunus » (Taunus Globe).

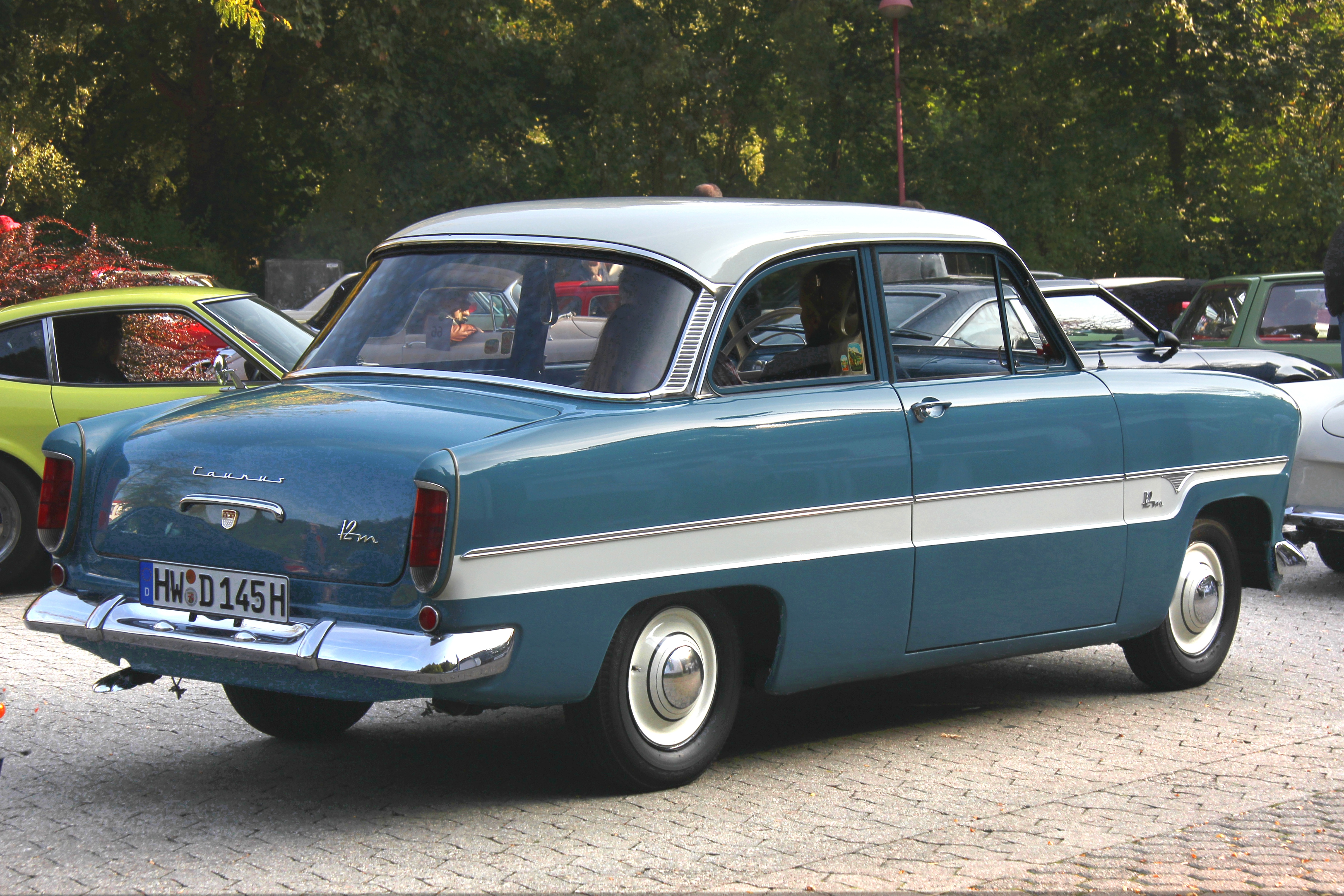
Arrière d'une Ford Taunus P1.

La proposition de Ford Amérique appelait à une construction monocoque, suivant l'exemple allemand de l'Opel Olympia de 1937. Ford Allemagne n'avait aucune expérience de cette méthode de construction, ayant passé la plupart des années 1940 à se concentrer sur la construction de camions légers. La prédécesseur de la Project 1, la Ford Taunus conçue dans les années 1930, dont la carrosserie a été construite par Ambi Budd, un constructeur de carrosseries en acier embouti indépendant à Berlin jusqu'en 1948, et après que la firme berlinoise eut son usine survivante mise en caisse et expédiée en Union soviétique, Ford avait été poussé en 1948 à faire produire des carrosseries de Ford Taunus par les concurrents et les spécialistes du nord de l'Allemagne, Volkswagen et Karmann. La direction de Ford à Cologne a sollicité la coopération d'autres constructeurs automobiles allemands pour développer les processus nécessaires à la production du modèle Project 1 à carrosserie monocoque, mais les autres constructeurs automobiles allemands avaient leurs propres priorités, et c'est finalement avec le soutien de Ford France que les chaînes de production de la Ford Project 1 allemande ont été installées dans l'usine de Cologne. En temps voulu, et pas avant une certaine confusion concernant la dénomination de la voiture, la Project 1 de Ford a été lancée sur le marché sous le nom de Ford Taunus 12M. Cela s'est avéré être un succès. Au moment où le demi-globe a été retiré du nez de la voiture, 247 174 exemplaires de la version 12M avaient été vendus avec 127 942 des Ford Taunus 15M introduites par la suite.

### Origine du nom
La dénomination de la voiture est un autre domaine qui peut avoir été compliqué par le partage des responsabilités entre différentes équipes de direction sur deux continents divisés par un décalage horaire de huit heures et l'océan Atlantique. L'ère d'après-guerre était considérée comme un nouveau départ pour une Allemagne nouvellement divisée avec, à l'ouest, de nouvelles frontières, une nouvelle constitution et une nouvelle classe politique. Le nouveau modèle pour 1952 à carrosserie monocoque représentait également un nouveau départ pour Ford, donc l'identifier comme la Project 1 (P1) de Ford Allemagne était de toute évidence incontestable.
- 1952      30,650
- 1953      35,888
- 1954      42,631
- 1955      58,456
- 1956      64,872
- 1957      50,734
- 1958      29,688
- 1959      52,648
- 1960      94,408
- 1961      61,474
- 1962      34,014

Totaux (berlines et breaks):
Taunus 12M 1,2 L de 1952-1959: 215,265
Taunus 15M 1,5 L de 1954-1958: 134,127
Taunus 12M 1,2 L de 1959-1962: 126,581
Taunus 12M 1,5 L de 1959-1962: 69,191
Ne sont pas inclus dans ces totaux les berlines converties en cabriolets deux places par le carrossier Karl Deutsch basé à Cologne.
Dans les années 1930, Ford Allemagne, ainsi qu'Opel, a été le pionnier de l'utilisation de noms de modèles qui auraient des associations positives pour les clients. Alors que les clients d'Auto Union étaient incités à acheter des voitures avec des noms tels que DKW F8 et que BMW invitaient ses clients à être séduits par des noms tels que BMW 326, Ford vendait la Ford Köln, du nom d'une grande ville avec une cathédrale ainsi que la Ford Eifel et la Ford Taunus portent le nom de zones vallonnées d'une grande beauté naturelle. Pour la Project 1, Ford Allemagne avait manifestement l'intention d'invoquer une autre région vallonnée d'une beauté naturelle, et le nom «Ford Hunsrück» a été jugé incontestable pour une successeur de la Ford Taunus. Cependant, le nom « Hunsrück » a été bloqué peu de temps avant le lancement, peut-être en raison de problèmes rencontrés pour expliquer la prononciation de « Hunsrück » à des collègues de la direction de Dearborn. Cela a laissé le nom Taunus, et il a été proposé de nommer la nouvelle voiture « Taunus 12 Meisterstück » afin de la différencier de la Ford Taunus existante qui était désormais un modèle vieillissant qui continuerait néanmoins à être répertorié en parallèle du nouveau modèle pendant la majeure partie de 1952. Cependant, il s'est avéré que le nom « Meisterstück » («Chef-d'œuvre») n'était disponible pour aucun véhicule Ford, ayant été protégé par un brevet par un fabricant de vélos allemand. Par conséquent, au moment où la nouvelle voiture radicale de Ford est arrivée sur le marché, elle est arrivée sous le nom de « Ford Taunus 12M ». Le « 12 » dans le nom faisait référence à la cylindrée de 1,2 litre et le « M » était la seule partie du nom « Meisterstück » disponible pour Ford.

### Motorisation
Lors du développement, il était prévu que la voiture soit propulsée par un moteur de 1 498 cm3. C'était à bien des égards le moteur qui avait été initialement prévu pour la précédente Ford Taunus produite pour la première fois en 1939, mais il devait maintenant être développé en une unité OHV. Cependant, des contraintes de coûts sont intervenues et lorsque la nouvelle Taunus 12M est apparue en 1952, elle était propulsée par une unité à soupapes latérales de 1 172 cm3 qui avait alimenté non seulement sa prédécesseur, mais aussi la prédécesseur de sa prédécesseur, la Ford Eifel de 1935.
En 1952, les moteurs à soupapes latérales étaient déjà considérés comme démodés. Dans une analyse des modèles présentés au Salon de l'Automobile de Paris 1952, il a été noté que 48 des voitures exposées étaient équipées de moteurs utilisant des soupapes en tête tandis que seulement 6 voitures comportaient des moteurs à soupapes latérales. Le fait que Ford alimente toujours sa Taunus P1 d'entrée de gamme avec un moteur à soupapes latérales dix ans plus tard, en 1962, laisserait le modèle mal classé sous le capot.

### Carrosserie et train de roulement
La Ford Taunus deux portes moderne, apparue en janvier 1952 avec un moteur à l'ancienne marié à une nouvelle carrosserie élégante, était connecté à la route à l'aide de petites roues de 13 pouces à la mode permettant d'économiser des coûts et de maximiser l'espace disponible pour les passagers et leurs bagages. Les roues avant à suspension individuelle contrastaient avec l'approche adoptée avec la Taunus d'origine, mais en 1952, l'essieu arrière rigide n'était que trop familier pour les clients allemands de Ford. L'ancienne Taunus avait acquis l'option d'une boîte de vitesses à quatre vitesses en 1950, mais le nouveau modèle, à son lancement en 1952, n'était livré qu'avec l'ancienne boîte à trois vitesses, contrôlée à l'aide d'un levier monté sur colonne. (Jusque dans les années 1960, les voitures européennes de cette catégorie n'offraient jamais l'option d'une boîte de vitesse automatique.) Dans les premières années, toutes les voitures, quel que soit le niveau d'équipement, et qu'elles soient berline ou cabriolet, étaient équipées d'une seule banquette sur toute la largeur de la voiture à la place des sièges avant individuels installés par la plupart des constructeurs européens: c'était une raison à l'égard de laquelle la Taunus 12M était considérée comme reflétant la filiation nord-américaine de son fabricant et conférait ainsi un certain glamour à une époque où les États-Unis étaient un modèle largement accepté dans une grande partie de l'Europe et en particulier en Allemagne de l'Ouest.
Une puissance maximale de 38 PS / CV (28 kW) était fournie aux roues arrière. Il s'agissait d'une augmentation utile par rapport au 34 PS / CV (25 kW) revendiqué pour le modèle précédent, et pourrait avoir reflété un taux de compression plus élevé et des augmentations commençant à se faire sentir à travers l'Europe en ce qui concerne les niveaux d'octane de carburant disponibles.
En mai 1953, la Taunus P1 est finalement devenue disponible avec une boîte de vitesses à quatre vitesses, mais uniquement en option. C'est également à ce moment qu'une version break 3 portes a rejoint la gamme. Une version cabriolet était proposée depuis décembre 1952, résultat d'une reconversion par un spécialiste de la carrosserie basé, comme Ford, dans la région de Cologne et dénommé Karl Deutsch.

### Élargir la gamme
La mauvaise finition des premières voitures était une source de déception. Néanmoins, assez tôt (et en l'absence de concurrence directe au cours de ses premières années sur le marché allemand), la Ford Taunus 12M, avec sa carrosserie spacieuse et moderne, est devenue un produit de haute qualité, mais au lancement, elle était 37% plus chère que le prix de 1952 du modèle précédent. À ce moment-là, une autre petite voiture de 1 200 cm3, la Volkswagen Coccinelle, prenait également pied sur le marché, et si la Volkswagen ne pouvait pas rivaliser avec la nouvelle Taunus 12M pour l'espace de l'habitacle, son prix inférieur offrait un argument convaincant dans un pays toujours appauvri après les traumatismes de la guerre et de la défaite nationale. Fin 1952, l'ancienne Taunus avait disparu des salles d'exposition de Ford, et en décembre 1952, la direction décida de proposer une version dépouillée de la nouvelle Taunus 12M, avec toutes les garnitures chromées et divers autres éléments "inutiles" supprimés. À la place de la banquette avant de style américain, la version de base avait deux sièges avant individuels non réglables qui comprenaient de simples cadres en acier avec une fine couche de tissu en plastique. Au lieu du levier de changement de vitesse monté sur colonne de style américain, la version dépouillée comportait un levier de vitesses au milieu du plancher entre les deux sièges avant: cela était considéré comme très démodé à l'époque. La Ford Taunus 12 de base n'était proposée qu'en berline deux portes. La Taunus 12 dépouillée se vendait néanmoins à plus de 10% de moins que le prix d'une Ford Taunus 12M. Et pour seulement quarante marks supplémentaires, l'acheteur de la voiture de base pouvait mettre à niveau son mécanisme de changement de vitesse en l'appareil monté sur colonne très convoité.

### Lifting et mises à niveau
En 1955, la Taunus 12M a reçu son premier lifting. La calandre chromée autrefois divisée a été remplacée par une calandre monobloc simplifiée. La conception de globe hémisphérique proéminente au-dessus de la calandre est cependant restée en place à ce moment. À présent, le prix de base de la Ford Taunus 12M avait été réduit à moins de 6 000 marks, et avec des revenus en hausse à l'échelle nationale, la Ford Taunus 12 dépouillée a été discrètement retirée de la gamme.
À partir de 1957, la Taunus 12M a rejoint d'autres constructeurs allemands pour proposer l'embrayage automatique « Saxomat » en option.
En 1958, les larges barres chromées de la calandre ont été remplacées par une calandre moins flamboyante. Mais la conception du globe directement au-dessus de la calandre a duré une autre année.

### Taunus 15M (1955-1959)

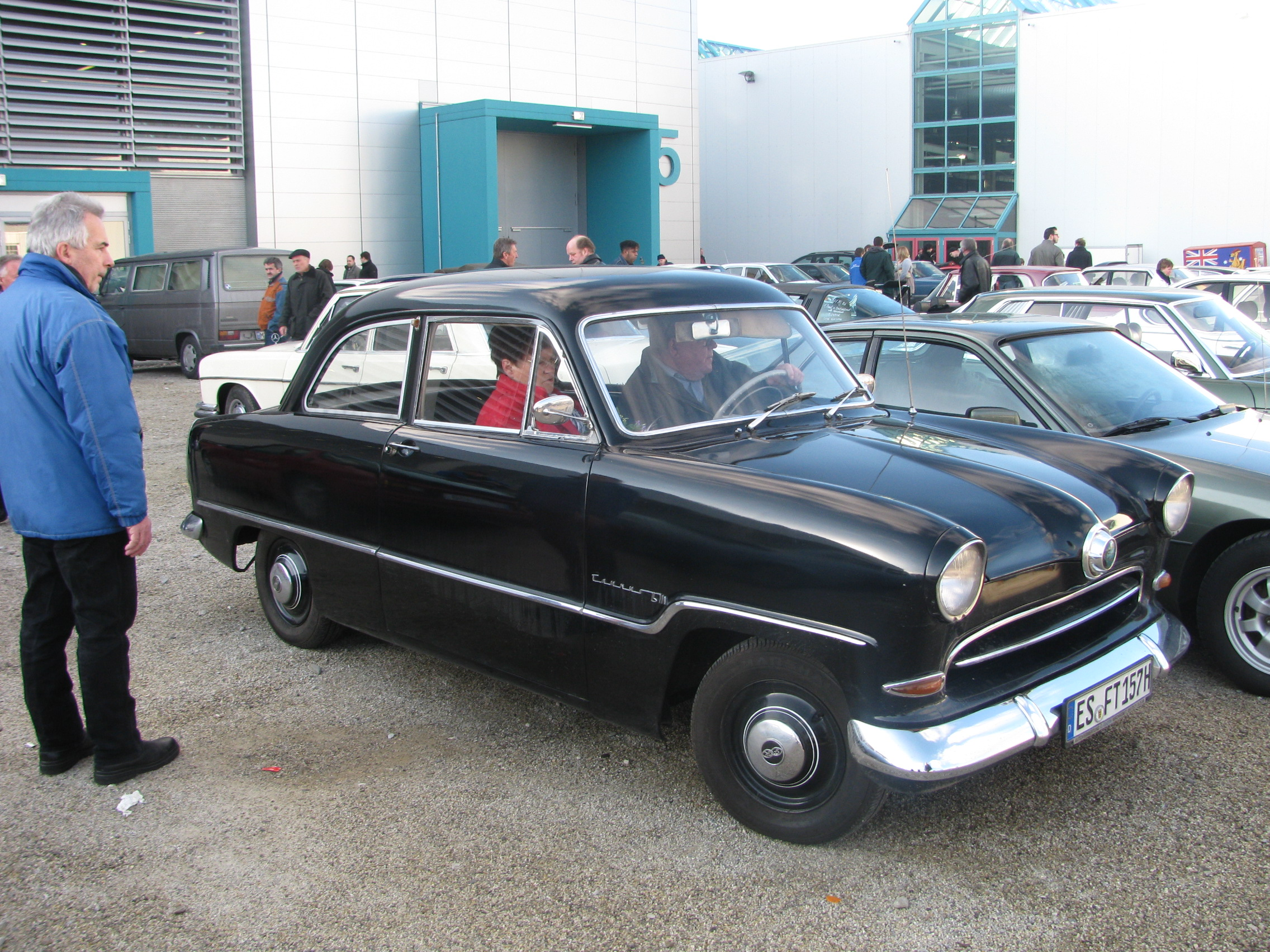
Ford Taunus 15M

Au début de 1954, la Ford Taunus reçut enfin le moteur de 1 500 cm3 prévu pour les modèles Taunus successifs depuis 1939. Jusque-là, la Ford Taunus 12M avait concouru en tant que grande voiture (quoique plutôt sous-alimentée) dans le secteur de plus en plus dirigé par la Volkswagen Coccinelle. Sa taille avait toujours invité la comparaison avec des voitures plus grandes telles que l'Opel Olympia Rekord, la Borgward Isabella, la Fiat 1400 et la Peugeot 403. Ce que ces voitures avaient en commun, cependant, était un moteur d'environ 1 500 cm3, ce qui manquait jusqu'à présent aux Taunus.
Ford Allemagne ne disposait pas des liquidités nécessaires pour développer son propre modèle dans le segment de marché, en croissance rapide, des voitures familiales de taille moyenne (selon les normes de l'époque et du lieu), mais en installant un moteur de 1 498 cm3 dans la Taunus 12M ils ont pu annoncer une presque toute nouvelle voiture, la Ford Taunus 15M, qui était produite et vendue de manière rentable aux côtés de la voiture avec laquelle elle partageait pratiquement tous ses composants à l'exception du bloc moteur et des touches cosmétiques, y compris une calandre fortement différenciée, destinée à souligner les différences entre les voitures aux clients potentiels.
Le nouveau moteur était basé sur l'unité qui avait été initialement développée avec un arbre à cames latéral pour le lancement de la « Buckeltaunus » en 1939. Maintenant, cependant, la configuration de soupapes latérales initialement prévue a été remplacée, pour la première fois sur une Ford allemande, par un arbre à cames en tête. Cela reflète les développements également en cours en Angleterre, où une nouvelle Ford Consul à moteur OHV est apparue en 1951. Le vilebrequin du nouveau moteur allemand de Ford était formé à partir d'un tube plutôt que d'un moulage solide, ce qui était considéré comme un moyen de gagner du poids.
La Taunus 15M était proposée avec exactement le même choix de carrosserie que la 12M. Elle était également proposée avec l'option d'un embrayage automatique « Saxomat », marié à la boîte de vitesses à trois vitesses (mais pas avec la boîte à quatre vitesses).

### Élargir davantage la gamme
En septembre 1955, au même moment où la Taunus 12M recevait sa mise à jour, Ford présenta également une Taunus 15M De Luxe. Ce modèle haut de gamme était identifié par une calandre particulièrement élaborée et une peinture bicolore. Diverses caractéristiques de luxe jusqu'alors indisponibles ou proposées uniquement en option étaient incluses dans le prix pour les acheteurs de Ford Taunus 15M De Luxe. Ceux-ci comprenaient des éléments tels que le lave-glace, feux de recul, pneus sans chambre à air, miroirs de courtoisie dans les pare-soleil et un phare clignotant. Beaucoup de ces options étaient considérées comme relativement courantes dans les voitures nord-américaines, ce qui ajoutait du glamour transatlantique à la Taunus 15M dans un pays où, en particulier dans le sud de l'Allemagne, la présence continue d'un grand nombre de soldats américains a permis aux clients de Ford d'être beaucoup plus à jour que la plupart des autres européens avec les tendances du marché automobile américain.
Après le lifting de 1958, les Taunus 15M et 12M partageaient pour la première fois la même calandre avant: à présent, la direction de Ford perdait manifestement son enthousiasme pour la stratégie de promotion de la Taunus 15M, dans la mesure du possible, comme s'il s'agissait d'un modèle séparé.

## Taunus avec bandes latérales / "Seitenstreifentaunus" (1959-1962)

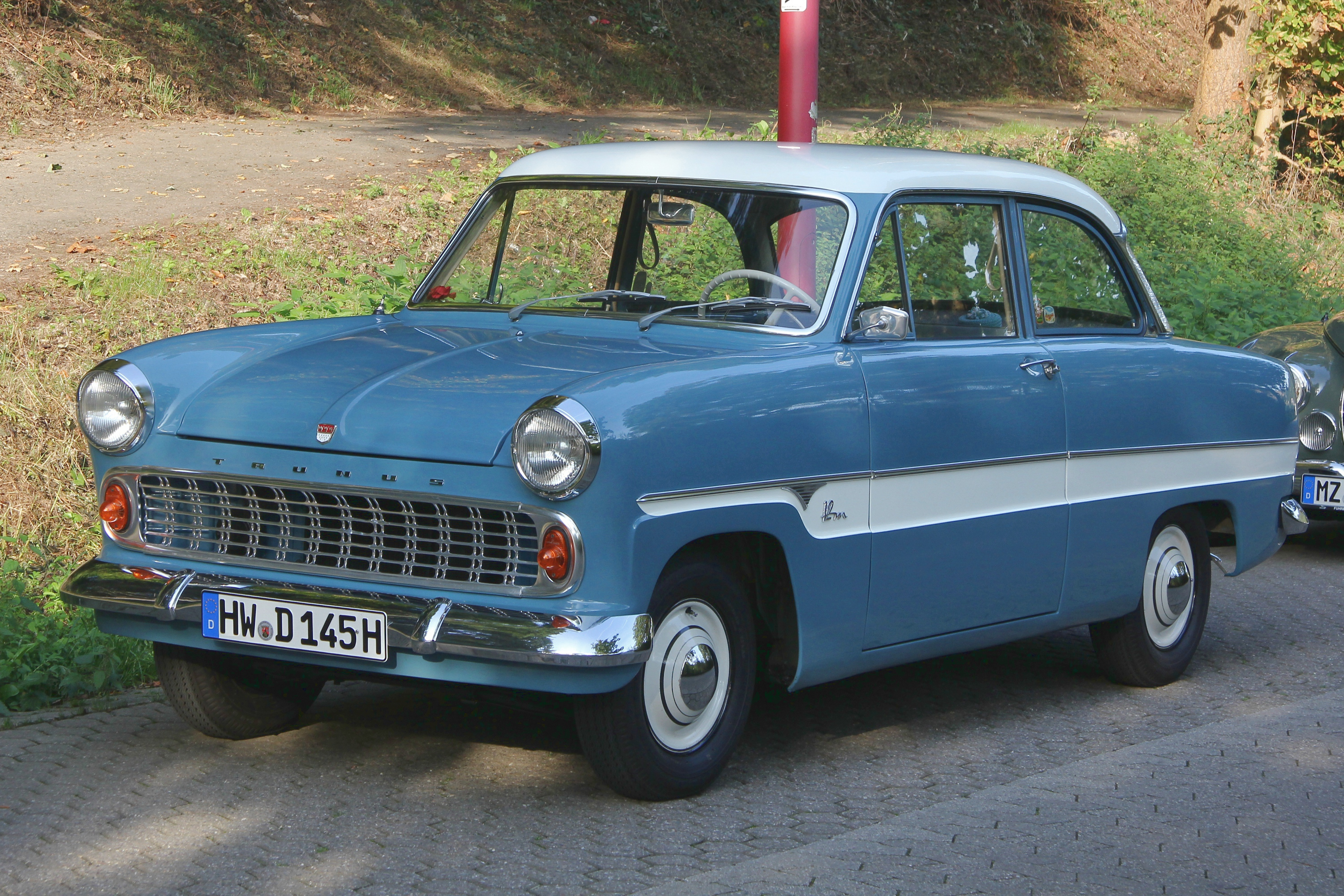
Streifentaunus (1959 -1962)

En 1959, la direction américaine de Ford avait décidé que la politique antérieure consistant à vendre en tant que modèles séparés les Taunus 12M et Taunus 15M n'avait plus de sens. C'était en partie en réponse au manque d'efficacité avec lequel le modèle 15M était en concurrence avec Opel. General Motors était évidemment riche en liquidités à cette époque et Opel, entre 1953 et 1957, proposait chaque année une version entièrement repensée ou améliorée de sa Opel Olympia Rekord, et dominait le secteur des berlines de poids moyen du marché automobile allemand. Cependant, un autre changement important a été l'introduction en 1957 du deuxième nouveau modèle d'après-guerre de Ford, la Project 2, connue des clients de l'époque sous le nom de Ford Taunus 17M. La Taunus 17M, plus grande et au style flamboyant, était considérée[Qui ?] comme une concurrente beaucoup plus puissante contre l'Opel à succès et contre la Borgward Isabella, qui a acquis un statut presque emblématique à la fin des années 1950[réf. nécessaire].
Pour 1959, la plus petite Taunus de Ford n'avait plus besoin d'essayer de concurrencer une demi-catégorie. La Taunus 15M a été retirée de la vente. Une refonte de l'avant de la voiture a vu le symbole du globe en évidence supprimé, laissant un avant plus sobre pour la Taunus 12M qui rivalisait maintenant sans distraction dans la catégorie des petites voitures, un secteur de plus en plus dominé par la Coccinelle de Volkswagen. Ayant perdu son globe mascotte, la plus petite Taunus a acquis une épaisse bande latérale peinte sur chaque côté, légèrement en dessous du niveau de la ceinture de caisse. Elle acquiert ainsi le soubriquet de «Seitenstreifentaunus» (Taunus avec bandes latérales).
À ce moment-là, les fondements vieux de vingt-cinq ans de la Ford Taunus 12M devenaient inconfortablement évidents[réf. nécessaire], et la voiture devait rivaliser en grande partie par son prix. Cependant, cela signifiait également qu'en termes de quantité de voiture offerte pour le même prix, cela représentait une bonne affaire. Le prix de 5 555 marks pour un modèle d'entrée de gamme de 1959 était à peine plus élevé que celui demandé pour la Volkswagen beaucoup plus petite et plus exiguë.
Comme la direction de Ford l'avait craint, l'arrivée de nouveaux modèles de fabricants concurrents laissait la Taunus 12M autrefois à la mode languir dans les graphiques de vente. Son créneau autrefois large entre la petite Volkswagen relativement exiguë et la catégorie croissante des voitures de poids moyens était sous la pression croissante des versions d'entrée de gamme des modèles plus récemment introduits d'Opel, Fiat et Peugeot. En septembre 1959, avec la 15M elle-même supprimée de la gamme, Ford a répondu à l'intensification de la concurrence en offrant le plus gros moteur de 1,5 litre de la 15M dans la 12M pour un paiement supplémentaire de seulement 110 marks. Les voitures avec le plus gros moteur étaient désormais simplement identifiées par le nom « Taunus 12M Super ». Le nom Taunus 15M ne réapparaîtra qu'en 1966, date à laquelle il était nécessaire pour certaines versions de la Ford Taunus P6.

## Remplacement
En 1961, malgré sa forme tricorps, la Taunus 12M était devenue obsolète et surclassée, avec un moteur, un système de suspension et une boîte de vitesses qui suivaient toujours de très près leurs conceptions originales de 1935.
En août 1962, la production de la Taunus P1 a pris fin, après la construction de 555 463 voitures. La voiture a été remplacée par la Taunus P4 qui a conservé le nom « Taunus 12M », mais l'a appliquée au premier modèle traction avant construit en Allemagne par Ford, propulsé par un moteur V4 compact et moderne.
Au cours de sa production de trois ans, entre 1959 et 1962, 245 614 modèles de Taunus avec bandes latérales ont été produits. 56 843 d'entre elles étaient équipées du plus gros moteur de 1,5 litre.

## Données techniques
|                         | Taunus 12M (1952)              | Taunus 15M (1955)              |
| ----------------------- | ------------------------------ | ------------------------------ |
| Moteur:                 | 4 cylindres en ligne à 4 temps | 4 cylindres en ligne à 4 temps |
| Taille du moteur (cm3): | 1,172 cm3                      | 1,498 cm3                      |
| Puissance maximum:      | 28 kW (38 PS) à 4250 rpm       | 40 kW (55 PS) à 4250 rpm       |
| Couple maximum:         | 74 N⋅m (7,56 mkp) à 2200 rpm   | 120 N⋅m à 2400 rpm             |
| Ratio de compression:   | 6.8:1                          | 7.0:1                          |
| Engrenage de soupape:   | Valve latérale                 | OHV                            |
| Vitesse de pointe:      | 112 km/h (70 mph)              | 128 km/h (80 mph)              |
| Poids (à vide):         | 850 kg (1 874 lb)              | 930 kg (2 050 lb)              |